# Vita privata (film 1982)
Vita privata (Chastnaya zhizn) è un film del 1982 diretto da Yuli Raizman

## Riconoscimenti
- 1983 - Premio Oscar
  - Candidatura all'Oscar al miglior film straniero